# John Brown (Radsportler)
John Brown (* 7. Januar 1916 in Lesmahagow, Lanarkshire, Schottland; † 12. April 1990 in Manukau City) war ein neuseeländischer Radrennfahrer und nationaler Meister im Radsport.

## Sportliche Laufbahn
Brown wanderte mit seiner Familie bereits als Kind von Schottland nach Neuseeland aus. Dort wurde er 1932 Mitglied im Verein Manukau Amateur Cycling Club in Auckland und begann mit dem Radsport. 1934 hatte er mit dem Sieg in der 100-Meilen-Meisterschaft der Provinz Auckland seinen ersten größeren Erfolg. 1937 gewann er die nationale Meisterschaft im Straßenrennen der Amateure. Er gewann 1938 bei den British Empire Games die Silbermedaille im Straßenrennen, an dem er mit seinen Teamkollegen Frank Grose und Ronald Triner teilnahm.